# François Hussenot
Pour les articles homonymes, voir Hussenot.
François Hussenot est un ingénieur français, né le 22 mars 1912 à Mézières (Ardennes) et mort le 16 mai 1951 à Castelnau-de-Brassac (Tarn) en service commandé. On lui doit notamment l'invention des premiers enregistreurs de vol, communément appelés « boîtes noires » dans l’aviation civile.

## Biographie

### Formation
François Hussenot est le fils de Henri Auguste Hussenot, notaire, et de Jeanne Poirier.
Admis en 1930 à l'École polytechnique, il fait son école d'application à l'École militaire d'application de l'aéronautique, à Versailles, où il obtient son brevet de pilote, et à l'École supérieure d'aéronautique — également connue sous l'acronyme « Supaéro » — d'où il sort diplômé ingénieur en aéronautique.

### Ingénieur d’essai et concepteur
Il commence sa carrière en 1935 au Centre d'essais du matériel aérien (Cema) de Villacoublay, un centre de tests d'avions.
En 1936, il est envoyé au Centre d'essais en vol de Marignane où il fait ses premiers essais d'enregistreurs de vol. Contrairement aux boîtes noires modernes, les enregistreurs qu'il conçoit s'appuient sur une pellicule photographique. Des spots lumineux, associés à différents paramètres de vol, sont imprimés sur une pellicule de 88 mm, dans une chambre noire, d'où le nom "boite noire". Étant donné que ces enregistreurs étaient robustes, ils résistaient aux chocs.

### Industriel et ingénieur d’essai
En juillet 1945, François Hussenot est nommé ingénieur au Centre d'essais en vol de Brétigny-sur-Orge, en tant que « directeur des méthodes et essais ». En 1946, conjointement avec Maurice Cambois et Charles Cabaret, il fonde l'École du personnel navigant, ensuite devenue l'École du personnel navigant d'essais et de réception (l’Epner).
En 1947, Hussenot crée la Société de fabrication d’instruments de mesure (Sfim) à Massy avec son associé Marcel Ramolfo-Garnier. La Sfim rencontre beaucoup de succès, à commencer par la construction d'enregistreurs photographiques de vol, industrialisés et exportés dans de nombreux pays, de « type HB » — pour « Hussenot et Beaudouin », du nom du fabricant de la première heure qui aide Hussenot à mettre au point le système durant la Seconde Guerre mondiale. Ces enregistreurs de vol sont d’abord appelés des « hussenographes ».
Le 1er août 1947, Hussenot est fait chevalier de la Légion d'honneur.
En 1948, Hussenot devient professeur à Supaéro. La même année, il reçoit la médaille de l'Aéronautique pour ses services rendus. 
Sous son impulsion et celle de l'ingénieur général Louis Bonte, le Centre d'essais en vol est chargé d'animer des journées nationales sur la conception d'une instrumentation de mesures et d'essais.

### Mort en service commandé
Il meurt dans l'écrasement d'un avion entre Marignane et Mont-de-Marsan, à proximité du hameau de la Borie Blanque, sur le territoire de l'ancienne commune de Castelnau-de-Brassac.
Il est cité à l'ordre de l'aviation française par le Secrétaire d'Etat aux Forces Armées Air.

### Vie familiale
Il épouse Yvonne Hérody[réf. souhaitée] en juillet 1935 avec qui il a neuf enfants : Anne-Marie, Denis, Marie-Clotilde, Geneviève, Rémi, Vincent, Chantal, Yves-Marie, François-Xavier.
Scout de France, il a été chef de district à Saint-Raphaël et chef de groupe à Saint Thomas d'Aquin (Paris). 

## Distinctions
- Chevalier de la Légion d'honneur
- Médaille de l'Aéronautique

## Hommages

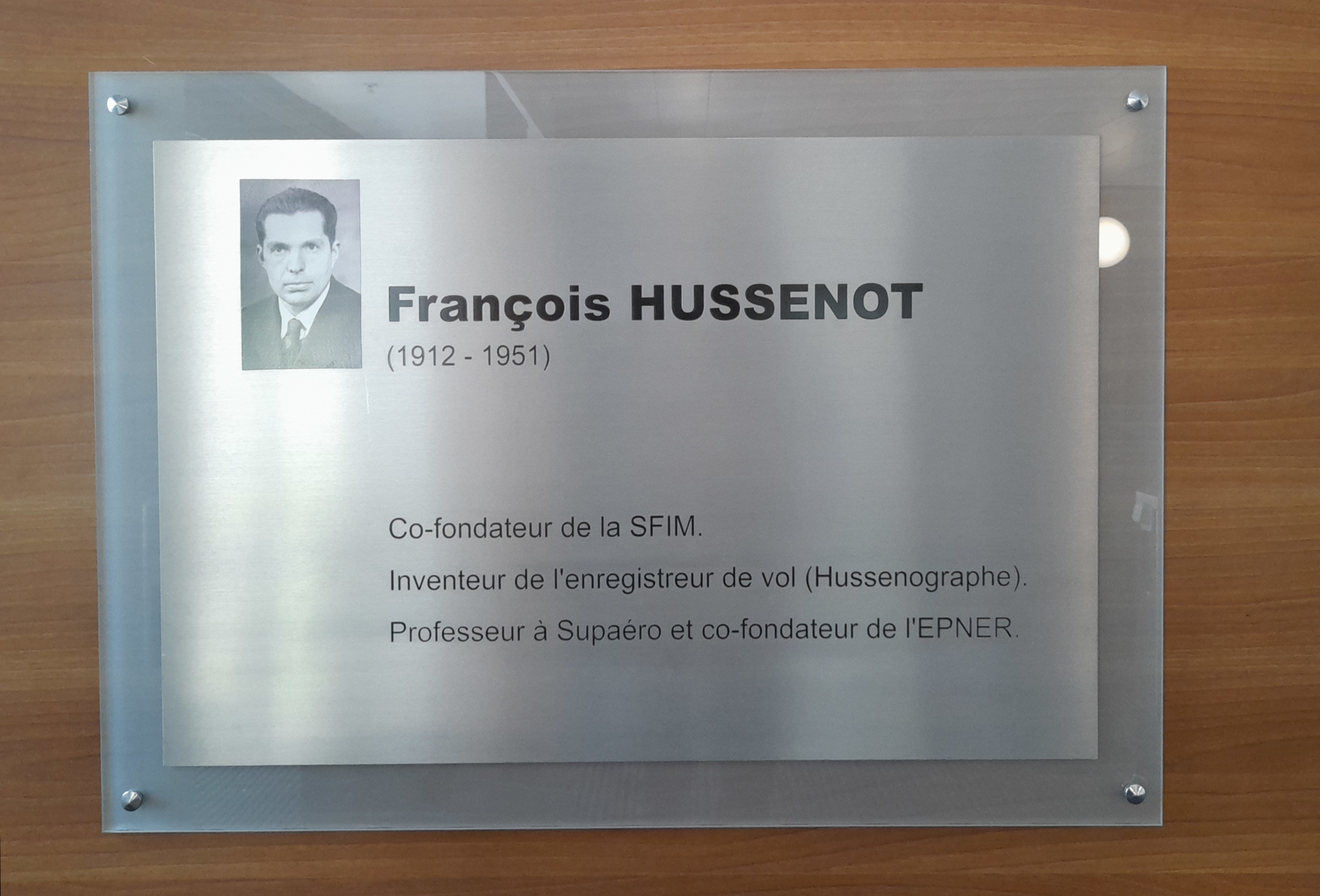
Plaque commémorative, à l'entrée du bâtiment Hussenot (SAFRAN), à Massy.

- Plaque commémorative, à l'entrée du bâtiment Hussenot (SAFRAN), à Massy.La promotion 1994-1995 de l'École du personnel navigant d'essais et de réception (l’Epner) a pris le nom de baptême « François Hussenot »[8].
- Un aéroclub situé sur l'aérodrome d'Arcachon Villemarie (LFCH) s'appelle « Aéroclub François Hussenot ». Cet aéroclub est majoritairement composé de personnel du site de Cazaux de DGA Essais en vol[9].
- Le centre de R&D de Safran Electronics & Défense à Massy, site hérité de la SFIM, porte le nom de François Hussenot, et a été inauguré le 30 juin 2010[10].

## Publications
- F. Hussenot (préf. Albert Caquot), Les Essais de performances en aéronautique, Paris, Dunod, coll. « Les Essais en aéronautique » (no 2), 1946, 151 p. (OCLC 459486266).
- F. Hussenot, Cinématique de l'avion, Paris, Dunod, coll. « Les Essais en aéronautique » (no 3), 1947, 80 p. (OCLC 3932104).
- R. Garry et F. Hussenot, Leçons sur les giravions : cours de 3e année, Toulouse, École nationale supérieure de l'aéronautique et de l'espace, coll. « Cours de l'École nationale supérieure de l'aéronautique », 1948, 97 p. (OCLC 835743181).